# August Danzel
August Friedrich Danzel (* 21. Juli 1822 in Hamburg; † 24. März 1889 ebenda) war ein deutscher Chirurg und Leiter des Marienkrankenhauses in Hamburg.

## Herkunft und Familie
Danzel war ein Sohn des Hamburger Arztes Friedrich Danzel (1792–1847) und seiner Ehefrau Anna Catharina Westphalen (1786–1849). Der Philosoph Theodor Wilhelm Danzel (1818–1850) war sein älterer Bruder. Der Jurist Theodor Wilhelm Danzel (1854–1902) war sein Sohn.

## Leben und Wirken
Nach seiner Schulbildung an der Gelehrtenschule des Johanneums und dem Akademischen Gymnasium in Hamburg, studierte Danzel Medizin und Chirurgie. Er besuchte die Universitäten Bonn, Prag, wo Franz Pitha sein Lehrer war, Berlin, hier gehörten Johann Friedrich Dieffenbach und Carl Angelstein zu seinen Lehrern, und Göttingen, wo Conrad Heinrich Fuchs und Conrad Johann Martin Langenbeck zu seinen Lehrern zählten. Danzel schloss sein Studium 1844 als Doktor der Medizin ab.

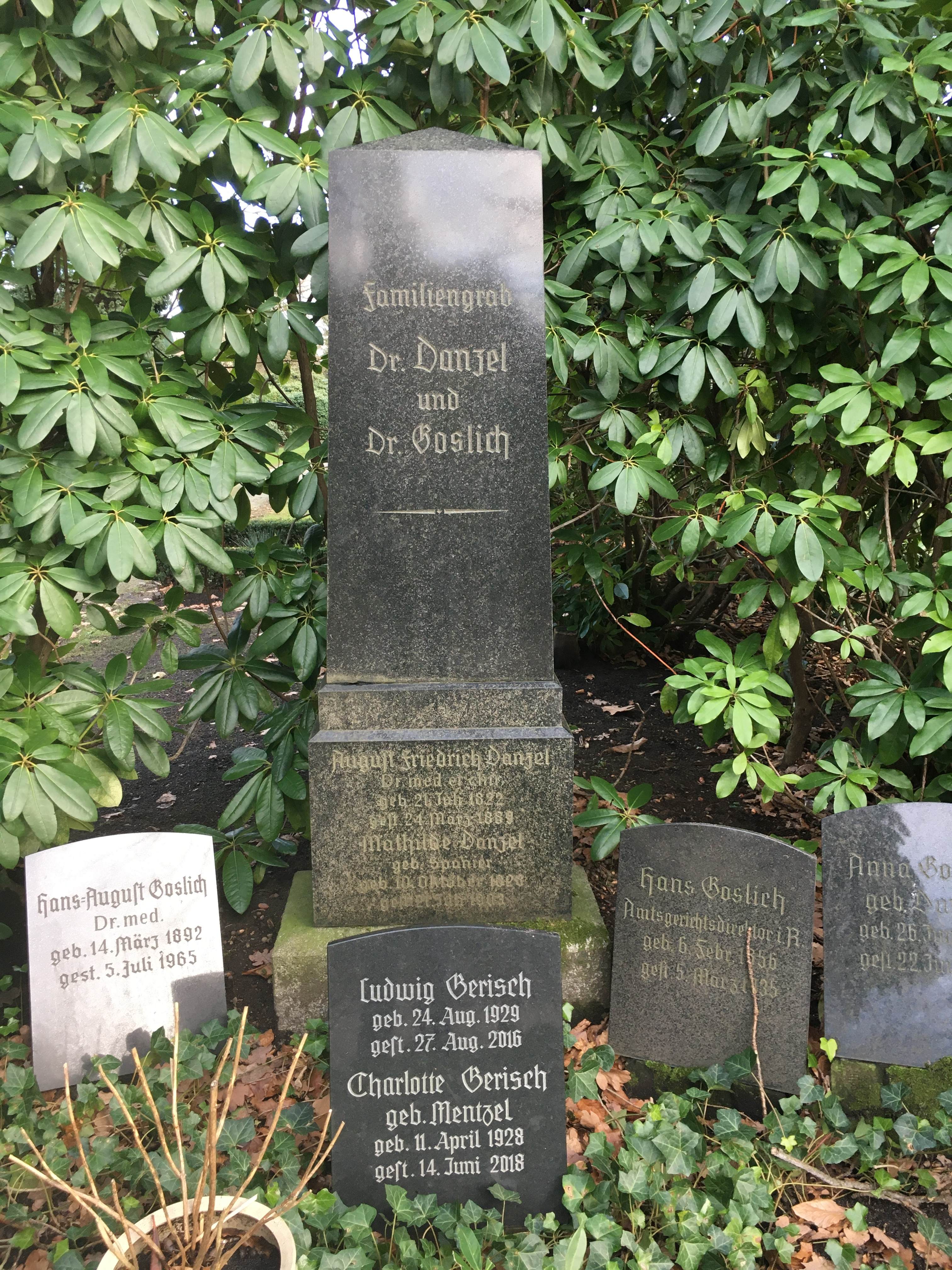
Familiengrabstätte auf dem Friedhof Ohlsdorf

Nach seinem Studium ließ sich Danzel als Arzt und Chirurg in Hamburg nieder. Nach dem Tod seines Vaters im Jahr 1847 übernahm er dessen Praxis und führte diese, neben seinen weiteren Tätigkeiten, bis zum Jahr 1885 fort. Als Armenarzt wurde ihm während der Choleraepidemie der Jahre 1848 bis 1850 ein umfangreicher Wirkungskreis zuteil. Danzel hatte auch das Amt des Arztes des Weiblichen Krankenvereins von 1849 inne. Im Jahr 1864 wurde er an das Hamburger Marienkrankenhaus berufen und stieg dort zum Chefarzt und Leiter des Krankenhauses auf. Während des Deutsch-Französischen Krieges war er leitender Arzt eines Baracken-Lazaretts in seiner Heimatstadt.
Danzel war Mitbegründer der 1872 in Berlin gegründeten Deutschen Gesellschaft für Chirurgie, Mitbegründer und Vorstandsmitglied des Hamburger Vereins der Kaiser-Wilhelm-Stiftung, Mitglied und Vizepräses des Ärztlichen Vereins in Hamburg, Mitglied des Vereins zur Pflege im Felde verwundeter und erkrankter Krieger, einem Vorgängerverein des DRK Landesverbandes Hamburg e. V., sowie korrespondierendes Mitglied der k. u. k. Gesellschaft der Ärzte in Wien. Zusammen mit Erich Martini war Danzel einführender Vertreter der chirurgischen Sektion der Gesellschaft Deutscher Naturforscher und Ärzte, in welcher Danzel 1876 als zweiter Geschäftsführer präsidierte. Er war auch Mitbegründer und Mitherausgeber der Deutschen Zeitschrift für Chirurgie.
August Danzel wurde in der Familiengrabstätte auf dem Friedhof Ohlsdorf beigesetzt. Sie liegt nordöstlich von Kapelle 4 im Planquadrat J 11.

## Auszeichnungen
- Preußischer Königlicher Kronenorden III. und IV. Klasse

## Schriften (Auswahl)
- Rectum scirrhosum exstirpandum est. Dissertatio inauguralis medica. Dieterichsche Buchhandlung, Göttingen 1844, OCLC 163019931 (Digitalisat auf den Seiten der Bayerischen Staatsbibliothek [abgerufen am 17. April 2015]).
- Kritische Bemerkungen, angeregt durch Dr. Joseph Dietl’s anatomische Klinik der Gehirnkrankheiten. In: Georg Philipp Holscher (Hrsg.): Hannoversche Annalen für die gesammte Heilkunde. Eine Zeitschrift. Neue Folge. Siebenter Jahrgang. (Ganze Folge zwölfter Jahrgang.) Zweites Heft. März und April. Hahn’sche Hof-Buchhandlung, Hannover 1847, OCLC 869882004, S. 197–231 (Digitalisat auf den Seiten der Bayerischen Staatsbibliothek [abgerufen am 17. April 2015]).
- Kritische Bemerkungen über 29 künstliche Afterbildungen, angeregt durch die Ausführung einer ähnlichen Operation bei einem 4 Tage alten Kinde. In: Heinrich Haeser (Hrsg.): Archiv für die gesammte Medicin. Band 9. Friedrich Mauke, Jena 1847, OCLC 894899893, S. 284–320 (Digitalisat auf den Seiten der Bayerischen Staatsbibliothek [abgerufen am 17. April 2015]).
- Ueber die Amputation des Fusses in der Continuität der fünf Metatarsalknochen. In: Heinrich Haeser (Hrsg.): Archiv für die gesammte Medicin. Band 10. Friedrich Mauke, Jena 1849, OCLC 894899893, S. 351–360 (Digitalisat auf den Seiten der Bayerischen Staatsbibliothek [abgerufen am 17. April 2015]).
- Der Bruchschnitt ohne Eröffnung des Sackes. In: Jenaische Annalen für Physiologie und Medicin. Band 2. Friedrich Mauke, Jena 1851, OCLC 895004029, S. 254–266 (Digitalisat auf den Seiten der Bayerischen Staatsbibliothek [abgerufen am 17. April 2015]).
- Die Bruchoperation ohne Eröffnung des Sackes. In: Jenaische Annalen für Physiologie und Medicin. Band 2. Friedrich Mauke, Jena 1851, OCLC 895004029, S. 369–372 (Digitalisat auf den Seiten der Bayerischen Staatsbibliothek [abgerufen am 17. April 2015]).
- Herniologische Studien. Mit besonderer Rücksicht auf die eingeklemmten Brüche. Georg H. Wigand, Göttingen 1854, OCLC 793621559 (Textarchiv – Internet Archive [abgerufen am 17. April 2015]).
- Herniologische Studien. Zweites Heft. Mit einer anatomischen Zeichnung und zwei Bruchtabellen. Georg H. Wigand, Göttingen 1855, OCLC 180137411 (Digitalisat bei Google Books [abgerufen am 17. April 2015]).
- Chirurgische Erfahrungen. Erstes Heft. Mit einer Zeichnung. Georg H. Wigand, Göttingen 1857, OCLC 239264347 (Digitalisat auf den Seiten der Bayerischen Staatsbibliothek [abgerufen am 17. April 2015]).
- Practische Beiträge zur Operation der Hasenscharte. In: Bernhard von Langenbeck (Hrsg.): Archiv für klinische Chirurgie. Band 1. August Hirschwald, Berlin 1861, OCLC 1481968, S. 229–234 (Textarchiv – Internet Archive [abgerufen am 17. April 2015]).
- Bemerkungen zur Osteotomie der Röhrenknochen. Ein Vortrag, gehalten im ärztlichen Verein zu Hamburg. In: Bernhard von Langenbeck (Hrsg.): Archiv für klinische Chirurgie. Band 1. August Hirschwald, Berlin 1861, OCLC 1481968, S. 235–250 (Textarchiv – Internet Archive [abgerufen am 17. April 2015]).
- Ein Beitrag zur Exstirpation grosser Halstumoren. In: Bernhard von Langenbeck (Hrsg.): Archiv für klinische Chirurgie. Band 7. August Hirschwald, Berlin 1866, OCLC 1481968, S. 887–890 (Digitalisat auf den Seiten der Bayerischen Staatsbibliothek [abgerufen am 17. April 2015]).
- Zur operativen Casuistik. In: Bernhard von Langenbeck (Hrsg.): Archiv für klinische Chirurgie. Band 7. August Hirschwald, Berlin 1866, OCLC 1481968, S. 890–891 (Digitalisat auf den Seiten der Bayerischen Staatsbibliothek [abgerufen am 17. April 2015]).
- Zur Ovariotomie. In: Bernhard von Langenbeck (Hrsg.): Archiv für klinische Chirurgie. Band 9, Erstes Heft. August Hirschwald, Berlin 1868, OCLC 1481968, S. 244–250 (Digitalisat auf den Seiten der Bayerischen Staatsbibliothek [abgerufen am 17. April 2015]).
- Pro domo. In: Bernhard von Langenbeck (Hrsg.): Archiv für klinische Chirurgie. Band 9, Zweites Heft. August Hirschwald, Berlin 1868, OCLC 1481968, S. 541–545 (Digitalisat auf den Seiten der Bayerischen Staatsbibliothek [abgerufen am 17. April 2015]).
- Pachydermatocele. In: Deutsche Zeitschrift für Chirurgie. Band 2, Erstes Heft. F. C. W. Vogel, Leipzig 29. November 1872, OCLC 1566469, S. 95–100 (Digitalisat auf den Seiten der Bayerischen Staatsbibliothek [abgerufen am 17. April 2015]).
- Diaphysen-Resection bei Pseudarthrosis. In: Deutsche Zeitschrift für Chirurgie. Band 4, Zweites und drittes (Doppel-) Heft. F. C. W. Vogel, Leipzig 17. April 1874, OCLC 1566469, S. 277–280 (Digitalisat auf den Seiten der Bayerischen Staatsbibliothek [abgerufen am 17. April 2015]).
- Geschwulst mit Haaren im Rectum. In: Bernhard von Langenbeck (Hrsg.): Archiv für klinische Chirurgie. Band 17. August Hirschwald, Berlin 1874, OCLC 1481968, S. 442–448 (Digitalisat auf den Seiten der Bayerischen Staatsbibliothek [abgerufen am 17. April 2015]).